# Zdzisław Rak
Zdzisław Rak (ur. 13 kwietnia 1928 w Przysiekach, zm. 9 lutego 2001 w Tarnowie) – polski inżynier konstruktor i działacz komunistyczny, poseł na Sejm PRL VI kadencji.

## Życiorys
Syn Stanisława (1904–1970) i Marii z domu Stusowskiej (1904–1994). W 1947 wstąpił do Polskiej Partii Robotniczej, z którą w 1948 przystąpił do Polskiej Zjednoczonej Partii Robotniczej. Zasiadał w egzekutywie jej Oddziałowej Organizacji Partyjnej oraz w komisji rewizyjnej przy Komitecie Zakładowym partii. W 1954 ukończył studia na Wydziale Sprzętu Mechanicznego Politechniki Warszawskiej. W tym samym roku podjął pracę w Zakładach Mechanicznych w Tarnowie, gdzie kolejno był zastępcą kierownika wydziału produkcyjnego, technologiem, konstruktorem, starszym konstruktorem i od 1958 głównym konstruktorem. W latach 1966–1969 odbył zaoczny kurs magisterski z zakresu technologii i budowy maszyn na Politechnice Warszawskiej. W 1972 z ramienia PZPR uzyskał mandat posła na Sejm PRL w okręgu Tarnów. Zasiadał w Komisji Nauki i Postępu Technicznego, w Komisji Obrony Narodowej oraz w Komisji Pracy i Spraw Socjalnych.
Pochowany na cmentarzu w Mościcach (1/1/13).

## Odznaczenia
- Złoty Krzyż Zasługi
- Srebrny Krzyż Zasługi
- Srebrny Medal „Za zasługi dla obronności kraju”
- Brązowy Medal „Za zasługi dla obronności kraju”